# Maria Victoria Losada
María Victoria Losada Gómez, ismertebb nevén Vicky Losada (Terrassa, 1991. március 5. –) spanyol válogatott labdarúgó, a Manchester City játékosa. A középpálya közepén érzi otthonosan magát, saját elmondása szerint valódi példaképként tekint honfitársára, a korábban szintén az FC Barcelonában futballozó Xavira.

## Pályafutása

### Kezdetek
Vicky Losada a terrassai CD Can Parellada kölyökcsapatában kezdett el focizni. Következő állomása pedig a CE Sabadell együttese volt, ahol megcsillogtatta tehetségét, minek köszönhetően sokan felfigyeltek rá, többek között az FC Barcelona megfigyelői is.
2004-ben már a Barça utánpótlásbázisán pallérozódhatott tovább.

### A felnőtt csapatban
Alig 15 évesen már az első csapat mezét is magára húzhatta 2006-ban. A következő szezont kölcsönben töltötte a szintén barcelonai, RCD Espanyolban.
A kölcsönben töltött év után visszatért a Barçába, ahol meghatározó játékossá vált azóta is.

### A válogatottban
Az U19-es válogatott után 2010-ben már magára ölthette a felnőtt csapat címeres mezét. 2013 júniusában a spanyol válogatott edzője, Ignacio Quereda Losadát is behívta a 2013-as svédországi Európa Bajnokságra utazó keretbe.
Az Eb-n végül a későbbi döntős Norvégia ellen estek ki a spanyolok, a legjobb nyolc között elszenvedett 3-1-es vereséget követően. Losada mindhárom csoport mérkőzésen lehetőséget kapott, bár csak egyszer kezdhetett. A Norvégia elleni vesztes mérkőzést viszont a kispadról volt kénytelen végignézni. Hazája színeiben részt vesz a 2019-es világbajnokságon.

## Sikerei, díjai

### Klub
Spanyol bajnok (6):
- Barcelona (6): 2011–12, 2012–13, 2013–14, 2014–15, 2019–20, 2020–21

Spanyol kupagyőztes (7):
- Barcelona (7): 2011, 2013, 2014, 2017, 2018, 2020, 2021

Angol bajnok (1):
- Arsenal (1): 2015–16

Angol kupagyőztes (1):
- Arsenal (1): 2015

Bajnokok Ligája győztes (1):
- Barcelona (1): 2020–21

Bajnokok Ligája döntős (1):
- Barcelona (1): 2018–19

### Válogatott
Spanyolország
- Algarve-kupa győztes: 2017